# Distretto di Hauraki
Il distretto di Hauraki è un'autorità territoriale della Nuova Zelanda che si trova entro i confini della regione di Waikato, nell'Isola del Nord. La sede del Consiglio distrettuale è situata nella città di Paeroa.
La maggior parte della popolazione del Distretto vive nelle città di Paeroa (4 000 abitanti) e di Waihi (4.500 abitanti), una città mineraria in cui da più di cento anni (sebbene non in modo continuativo) si estraggono oro e argento.
Il distretto ha due diversi sbocchi al mare, uno sul golfo di Hauraki e l'altro, più a est, sulla baia dell'Abbondanza; in mezzo si trova la penisola su cui si sviluppa il territorio del distretto di Thames-Coromandel.